# Barberton Makhonjwa
Les montagnes de Barberton Makhonjwa sont une chaîne de montagnes d'Afrique du Sud (province du Mpumalanga) et de l'Eswatini, aussi connues comme la Barberton Greenstone Belt, une ceinture de roches vertes.
En 2018, les montagnes sont inscrites en tant que site du patrimoine mondial.

## Géologie
Les roches qui constituent le massif sont parmi les plus anciennes de la planète, avec une datation estimée entre 3,25 et 3,6 milliards d'années.
Des analyses de roches mettent en évidence en 2018 des tapis microbiens fossilisés qui repoussent de 500 millions d'années les preuves de vie sur la terre ferme, à 3,22 milliards d'années.
Des traces de retombées de la percussion de la météorite géante S2, il y a 3,26 milliards d'années, sont mises en évidence en 2024.